# Olena Starikova
Olena Starikova –en ucraniano, Олена Старікова– (Járkov, 22 de abril de 1996) es una deportista ucraniana que compite en ciclismo en la modalidad de pista.
Participó en los Juegos Olímpicos de Tokio 2020, obteniendo una medalla de plata en la prueba de velocidad individual. En los Juegos Europeos de Minsk 2019 obtuvo una medalla de plata en la prueba de 500 m contrarreloj.
Ganó una medalla de plata en el Campeonato Mundial de Ciclismo en Pista de 2019 y diez medallas en el Campeonato Europeo de Ciclismo en Pista entre los años 2018 y 2022.

## Medallero internacional
| Juegos Olímpicos   | Juegos Olímpicos          | Juegos Olímpicos  | Juegos Olímpicos      |
| Año                | Lugar                     | Medalla           | Competición           |
| ------------------ | ------------------------- | ----------------- | --------------------- |
| 2020               | Tokio ( Japón)            | Medalla de plata  | Velocidad individual  |
| Campeonato Mundial |                           |                   |                       |
| Año                | Lugar                     | Medalla           | Competición           |
| 2019               | Pruszków ( Polonia)       | Medalla de plata  | 500 m contrarreloj    |
| Juegos Europeos    |                           |                   |                       |
| Año                | Lugar                     | Medalla           | Competición           |
| 2019               | Minsk ( Bielorrusia)      | Medalla de plata  | 500 m contrarreloj    |
| Campeonato Europeo |                           |                   |                       |
| Año                | Lugar                     | Medalla           | Competición           |
| 2018               | Glasgow ( Reino Unido)    | Medalla de plata  | Velocidad por equipos |
| 2018               | Glasgow ( Reino Unido)    | Medalla de plata  | 500 m contrarreloj    |
| 2019               | Apeldoorn ( Países Bajos) | Medalla de plata  | Velocidad individual  |
| 2019               | Apeldoorn ( Países Bajos) | Medalla de bronce | 500 m contrarreloj    |
| 2020               | Plovdiv ( Bulgaria)       | Medalla de oro    | Keirin                |
| 2020               | Plovdiv ( Bulgaria)       | Medalla de bronce | Velocidad individual  |
| 2020               | Plovdiv ( Bulgaria)       | Medalla de bronce | Velocidad por equipos |
| 2021               | Grenchen ( Suiza)         | Medalla de plata  | Keirin                |
| 2022               | Múnich ( Alemania)        | Medalla de plata  | 500 m contrarreloj    |
| 2022               | Múnich ( Alemania)        | Medalla de bronce | Keirin                |